# Coelophysoidea
A coelophysoideák gyakori dinoszauruszok voltak a késő triász és a kora jura időszakok során. Földrajzilag igen elterjedtek, valószínűleg minden kontinensen jelen voltak. A csoport tagjai karcsú, felszínesen a coelurosaurusokra emlékeztető húsevők voltak, melyekkel korábban együtt osztályozták ezeket az állatokat, emellett némelyik fajuk törékeny fejdísszel rendelkezett. Hosszuk 1 és 6 méter között változott. A kültakarójuk nem ismert, és a különböző művészek a coelophysoideákat néha pikkelyekkel néha pedig tollakkal ábrázolják. A számos példányt együtt megőrző lelőhelyek arra utalnak, hogy egyes fajaik falkákban élhettek.
A jól ismert coelophysoideák közé tartozik például a Coelophysis, a Liliensternus, és feltehetően a Dilophosaurus is.  A korábbi „Podokesauridae” nevű kétséges taxonhoz tartozó legtöbb dinoszauruszt jelenleg a coelophysoideák közé sorolják be.

## Osztályozás
A fosszilis rekordban való nagyon korai feltűnésük ellenére a coelophysoideák számos fejlett jellemzővel rendelkeztek, ami megkülönbözteti a csoportot a kezdetleges (bazális) theropodáktól. E jellegzetességek közül a legfontosabb (apomorfia) a felső állcsont részeinek (premaxilla-maxilla) kapcsolódási módja, amely a két csontban levő fogak közötti mély árok miatt rugalmasságot biztosított. A theropoda szakértők között vitákat váltott ki az a kérdés, hogy vajon a coelophysoideáknak lehet-e újabb keletű közös ősük a Ceratosauria csoporttal (sensu stricto), mint a ceratosaurusoknak és más theropodáknak. A legújabb elemzések ezt nem igazolják, azaz a Coelophysoidea nem alkot természetes csoportot a ceratosaurusokkal. Ehhez hasonló módon, a Dilophosauridae családot hagyományosan a Coelophysoidea részének tekintik, de a 2000-es évek végén megjelent tanulmányok azt állítják, hogy valószínűleg jóval közelebbi rokonságban állt a tetanuránokkal.

### Taxonómia
- Coelophysoidea öregcsalád
  - Sarcosaurus
  - Halticosaurus
  - Gojirasaurus
  - Coelophysidae család
    - Dolichosuchus
    - Podokesaurus
    - Procompsognathus
    - Pterospondylus
    - Liliensternus
    - Lophostropheus
    - Segisaurus
    - Coelophysinae alcsalád
      - Coelophysis
      - Megapnosaurus

  - Dilophosauridae család
    - Cryolophosaurus
    - Dilophosaurus
    - Dracovenator
    - Zupaysaurus

## Fordítás
- Ez a szócikk részben vagy egészben a Coelophysoidea című angol Wikipédia-szócikk ezen változatának fordításán alapul.  Az eredeti cikk szerkesztőit annak laptörténete sorolja fel. Ez a jelzés csupán a megfogalmazás eredetét és a szerzői jogokat jelzi, nem szolgál a cikkben szereplő információk forrásmegjelöléseként.